# 민다나오나무두더지
민다나오나무두더지 또는 필리핀나무두더지(Urogale everetti)는 청서번티기과에 속하는 나무두더지의 일종으로 필리핀 민다나오 지역의 토착종이다. 민다나오나무두더지속(Urogale)의 유일종이다. 학명은 영국의 식민지 관리이자 동물 수집가인 에버레트(Alfred Hart Everett)의 이름을 따서 지었다.